# Liste des aéroports les plus fréquentés en Pologne

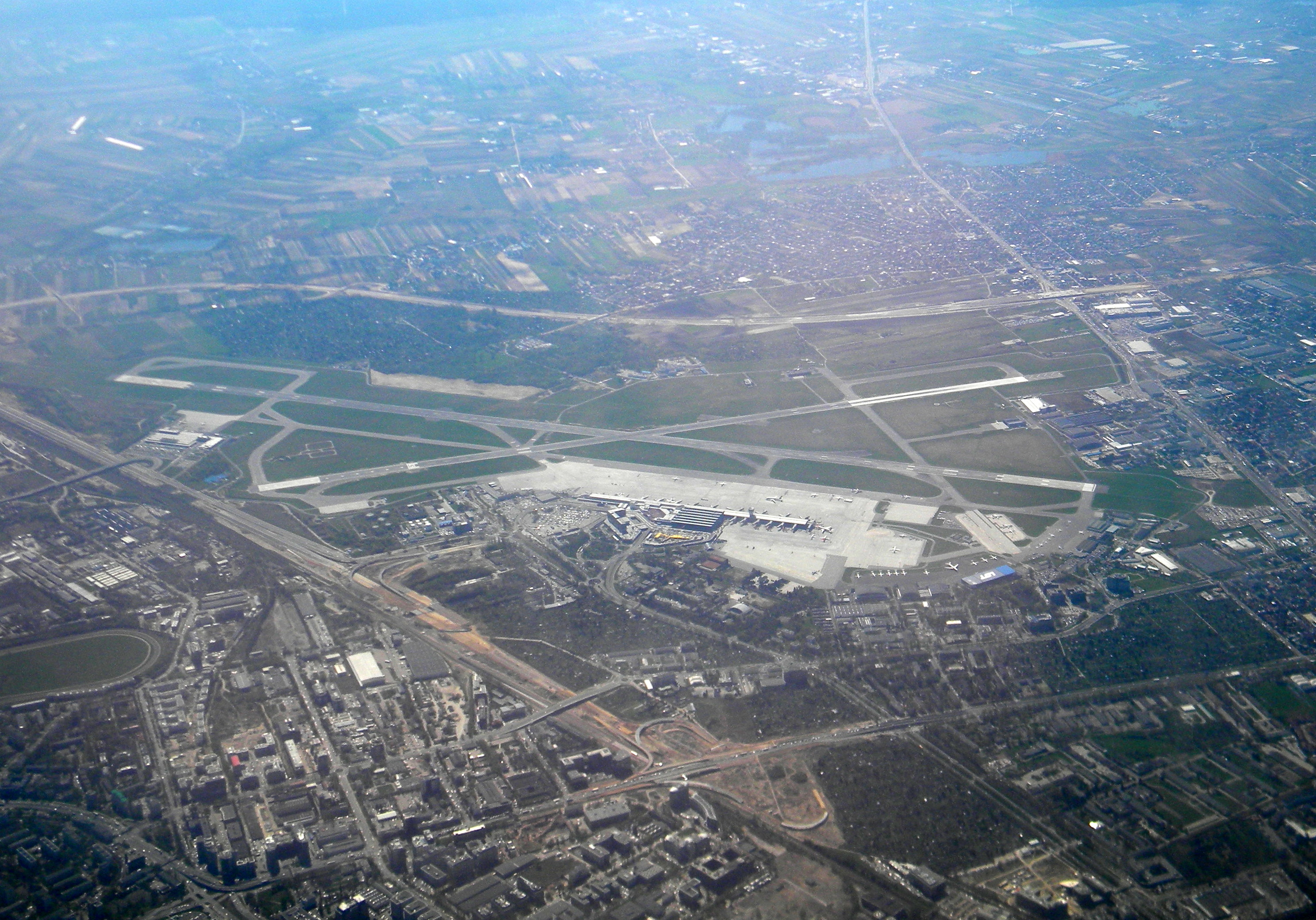
L'aéroport Chopin de Varsovie, de loin l'aéroport le plus fréquenté de Pologne.

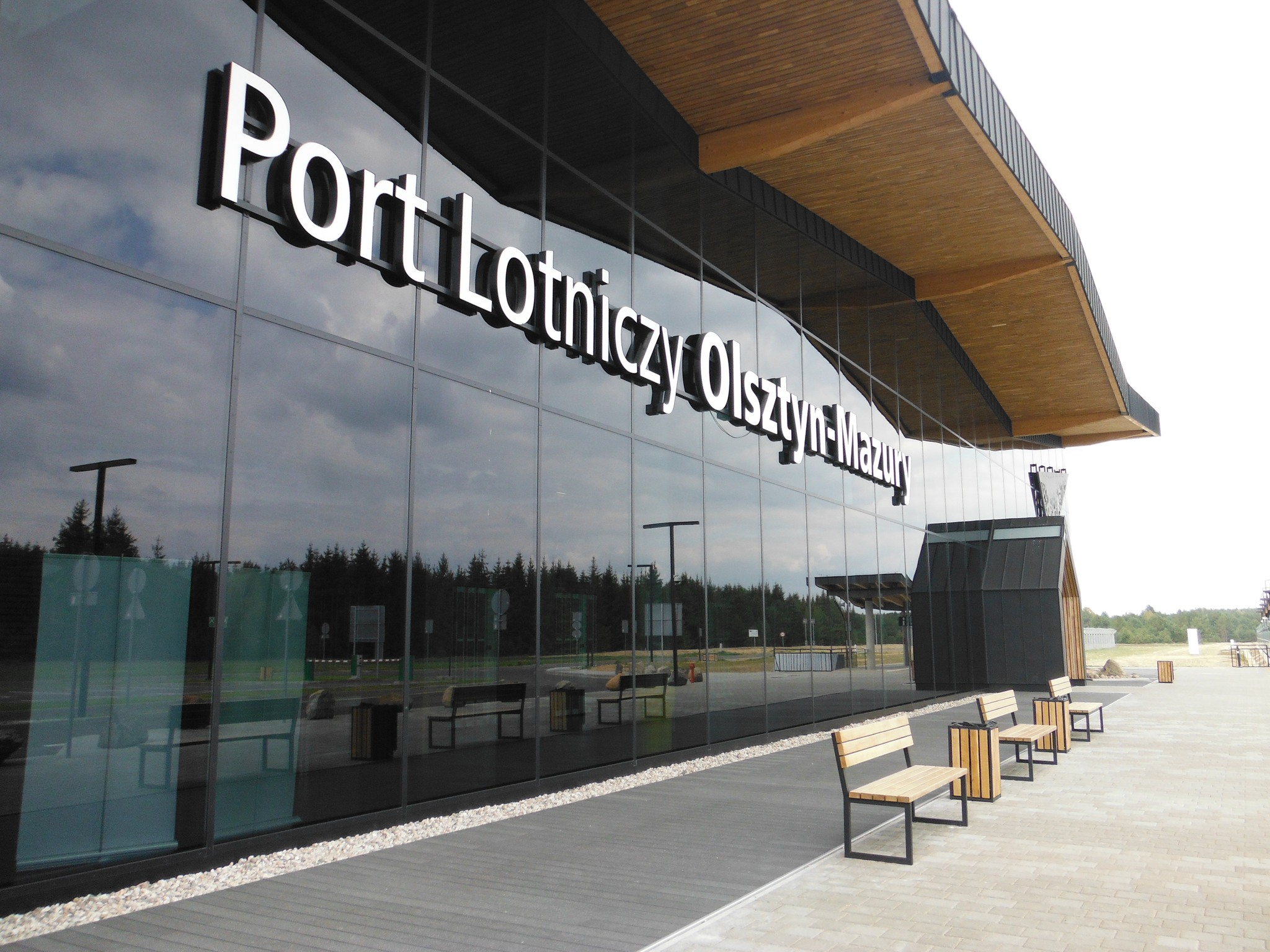
L'aéroport d'Olsztyn-Mazurie a été inauguré le 20 janvier 2016, ce qui en fait le plus récent aéroport commercial de Pologne, bien qu'il ait géré des vols de passagers dans le passé.

Voici une liste des aéroports les plus fréquentés en Pologne . 

## Évolution en graphique
Pour des raisons techniques, il est temporairement impossible d'afficher le graphique qui aurait dû être présenté ici.

Voir la requête brute et les sources sur Wikidata.

## 2017
| Rang  | Aéroport                                | Ville                          | IATA  | ICAO  | Passagers  | Evol annuelle | Evol de rang |
| ----- | --------------------------------------- | ------------------------------ | ----- | ----- | ---------- | ------------- | ------------ |
| 1.    | Aéroport de Varsovie-Chopin             | Varsovie                       | WAW   | EPWA  | 15 752 000 | 22,7%         | Stable       |
| 2.    | Aéroport de Cracovie-Jean-Paul II       | Cracovie                       | KRK   | EPKK  | 5 835 189  | 17,0%         | Stable       |
| 3.    | Aéroport Lech Wałęsa de Gdańsk          | Gdańsk/Dantzig                 | GDN   | EPGD  | 4 611 714  | 14,6%         | Stable       |
| 4.    | Aéroport de Katowice-Pyrzowice          | Katowice (Silesian Metropolis) | KTW   | EPKT  | 3 892 941  | 20,8%         | Stable       |
| 5.    | Aéroport de Mazovie Varsovie-Modlin     | Varsovie                       | WMI   | EPMO  | 2 932 639  | 0,2%          | Stable       |
| 6.    | Aéroport de Wroclaw-Nicolas Copernic    | Wrocław/Vratislavie            | WRO   | EPWR  | 2 855 071  | 17,9%         | Stable       |
| 7.    | Aéroport Henryk-Wieniawski de Poznań    | Poznań/Posnanie                | POZ   | EPPO  | 1 852 655  | 8,3%          | Stable       |
| 8.    | Aéroport de Rzeszów                     | Rzeszów                        | RZE   | EPRZ  | 693 500    | 4,4%          | Stable       |
| 9.    | Aéroport Solidarité de Stettin-Goleniów | Szczecin/Stettin               | SZZ   | EPSC  | 578 691    | 23,6%         | Stable       |
| 10.   | Aéroport de Lublin                      | Lublin                         | LUZ   | EPLB  | 430 346    | 13,9%         | Stable       |
| 11.   | Aéroport de Bydgoszcz                   | Bydgoszcz                      | BZG   | EPBY  | 331 300    | 1.8%          | Stable       |
| 12.   | Aéroport Władysław Reymont de Łódź      | Łódź                           | LCJ   | EPLL  | 204 676    | 16.2%         | Stable       |
| 13.   | Aéroport d'Olsztyn-Mazurie              | Olsztyn/Holsten                | SZY   | EPSY  | 104 851    | 222,3%        | Stable       |
| 14.   | Zielona Góra                            | Zielona Góra                   | IEG   | EPZG  | 17 702     | 87,4%         | 1            |
| 15.   | Aéroport de Radom                       | Radom                          | RDO   | EPRA  | 11 000     | 16,5%         | 1            |
| Total | Total                                   | Total                          | Total | Total | 40 104 275 | 17,2%         |              |

## Voir également
- Liste des aéroports en Pologne
- Liste des aéroports les plus fréquentés d'Europe